# Sticherling
Sticherling is een historisch merk van motorfietsen.
De bedrijfsnaam was: Kraftfahrzeugwerke W. Sticherling & Co., Engeln bei Magdeburg.
Het is een Duits merk, dat eenvoudige machines met 145-, 173- en 206cc-DKW-inbouwmotoren leverde. 
Toen Stichterling in 1923 begon met de productie van motorfietsen, deden nog honderden andere kleine Duitse bedrijfjes hetzelfde. Ze konden geen dealernetwerk opbouwen en waren afhankelijk van de leveranciers van hun inbouwmotoren. De meesten konden slechts in hun eigen regio klanten bedienen en in 1925 gingen ruim 150 van deze kleine producenten ter ziele. Sticherling hield het vol tot in 1926, toen ook hier de productie eindigde. 